# Neochoerus
A Neochoerus az emlősök (Mammalia) osztályának rágcsálók (Rodentia) rendjébe, ezen belül a tengerimalacfélék (Caviidae) családjába tartozó kihalt nem.

## Rendszerezés
A nembe az alábbi 7 faj tartozott:
- †Neochoerus aesopi Leidy, 1853
- †Neochoerus occidentalis
- †Neochoerus cordobai
- †Neochoerus pinckneyi (Hay, 1923)
- †Neochoerus sirasakae
- †Neochoerus sulcidens
- †Neochoerus tarijensis

### Fordítás
- Ez a szócikk részben vagy egészben  a   Neochoerus című angol Wikipédia-szócikk ezen változatának fordításán alapul.  Az eredeti cikk szerkesztőit annak laptörténete sorolja fel. Ez a jelzés csupán a megfogalmazás eredetét és a szerzői jogokat jelzi, nem szolgál a cikkben szereplő információk forrásmegjelöléseként.